# ミミナガキットキツネ
ミミナガキットギツネ (Vulpes macrotis macrotis) は、食肉目イヌ科に属するキツネの一種であるキットギツネの亜種であり、アメリカ合衆国カリフォルニア州に生息していたが、すでに絶滅した。
体色は黄色がかった灰色。耳がまっすぐ立っているほかは他のキットギツネと大きな外見上の違いはない。すみかは砂漠の中の灌木林で、夜行性。食物はネズミなどの小動物や昆虫など。
移民に害獣とみなされて駆除の対象とされた。ミミナガキットギツネの毛皮はシラミがたかっていて、あまり価値があるとはされなかったが、それでも狩猟の対象となり数が減っていった。移民の流入によって、開墾、灌漑、道路の建設などが行われ、キツネの生息環境が破壊されたことも減少に拍車をかけた。1910年を最後として、ミミナガキットギツネは絶滅したものとされている。